# Вільчиця (Лодзинське воєводство)
Вільчиця (пол. Wilczyca) — село в Польщі, у гміні Далікув Поддембицького повіту Лодзинського воєводства.
Населення — 114 осіб (2011).
У 1975-1998 роках село належало до Серадзького воєводства.

## Демографія
Демографічна структура станом на 31 березня 2011 року:
|          | Загалом | Допрацездатний вік | Працездатний вік | Постпрацездатний вік |
| -------- | ------- | ------------------ | ---------------- | -------------------- |
| Чоловіки | 58      | 13                 | 37               | 8                    |
| Жінки    | 56      | 10                 | 30               | 16                   |
| Разом    | 114     | 23                 | 67               | 24                   |